# Граубиня, Илзе
И́лзе Гра́убиня (латыш. Ilze Graubiņa; 8 ноября 1941 — 24 января 2001) — советская и латвийская пианистка и музыкальный педагог. Дочь и ученица композитора Е. Я. Граубиньша. Народная артистка Латвийской ССР с 1979 года.

## Биография
Окончила Рижскую среднюю музыкальную школу им. Э. Дарзиня (класс Н. Бинатян), Московскую консерваторию и аспирантуру при ней, где училась у Абрама Шацкеса и Якова Флиера.
В 1964 году выиграла в Лейпциге Международный конкурс имени Иоганна Себастьяна Баха. На протяжении многих лет преподавала в Латвийской государственной консерватории им. Я. Витола. В качестве солистки Латвийской филармонии концертировала во многих странах Европы. Сотрудничала с известными дирижёрами (Г. Рождественский, К. Кондрашин, Л. Вигнерс, В. Синайский и другими). Обладала большим репертуаром, в котором преобладали сочинения классиков. Игра была отмечена равновесием эмоционального и рационального начал.

## Ссылка
- Биография на сайте Латвийского музыкального информационного центра Архивная копия от 4 марта 2016 на Wayback Machine (латыш.)